# Asteropyrum cavaleriei
Asteropyrum cavaleriei là một loài thực vật có hoa trong họ Mao lương. Loài này được (H.Lév. & Vaniot) J.R.Drumm & Hutch. mô tả khoa học đầu tiên năm 1920.